# Gryllica flavopustulata
Gryllica flavopustulata là một loài bọ cánh cứng trong họ Cerambycidae.